# 俄亥俄号潜艇
俄亥俄号潜艇（USS Ohio SSBN/SSGN-726）是俄亥俄级弹道导弹核潜艇的首舰，也是美国海军中第四艘以俄亥俄州之名命名的舰艇。作为弹道导弹核潜艇，该潜艇的最初舷号为SSBN-726，而在改装成巡航导弹核潜艇之后，则被重新命名为SSGN-726。

## 發展歷史
1974年4月1日，通用动力下属的电船公司在康涅狄格州的格罗顿获得建造该潜艇的合同；1976年4月10日，参议员塔夫特的妻子罗伯特·塔夫特夫人参加了该潜艇的龙骨铺设仪式。1978年2月2日，该潜艇的服役前办公室正式成立，A·K·汤姆森成为其指挥官。1979年4月7日，参议员约翰·H·格伦的妻子安妮·格伦夫人主持了俄亥俄号潜艇的下水仪式。
1981年夏，俄亥俄号潜艇进行了试航，期间检测了其上的各类设备和运行系统。1981年10月28日，该潜艇被移交给美国海军。1981年11月11日，俄亥俄号潜艇正式服役；在服役仪式上，时任美国副总统的乔治·H·W·布什发表演说，面对8000多名来宾宣称该潜艇将把“美国的战略威慑力提高到一个新的层面”。海军少将海曼·里科弗认为俄亥俄号潜艇将会“令敌人心生恐惧”。是日，A·K·汤姆森和A·F·坎贝尔分别被任命为该潜艇两班轮值船员（代号分别为“蓝色”和“金色”）的指挥官。
其后，俄亥俄号潜艇驶离大西洋海域，途中经停了卡纳维拉尔角——期间测试了其导弹发射系统，通过巴拿马运河，于1982年8月12日到达其新母港——华盛顿州的班戈海军潜艇基地。1982年8月至9月间，俄亥俄号潜艇装载了首批的三叉戟I型导弹并进行了预部署调配。1982年10月，该潜艇上的“蓝色”代号轮值船员试射了首枚三叉戟导弹。
1993年6月至1994年6月间，俄亥俄号潜艇先后在普吉特湾海军造船厂和华盛顿州的布里莫顿进行大修，对艇上的声纳系统、火控系统和导航系统进行了升级。1995年1月，俄亥俄号潜艇加入太平洋潜艇部队第九潜艇集团第十七潜艇中队，重新开始了战略威慑巡航。
俄亥俄号潜艇最初计划在2002年退役。但是后来经过改装，该潜艇与其他三艘同级潜艇成为巡航导弹核潜艇继续服役。2002年11月，俄亥俄号潜艇进入船坞，开始为期36个月的燃料补充和改装工作。2006年1月9日，电船公司对外宣布该潜艇的改装工作已经完成。2006年2月7日，俄亥俄号潜艇重新归队。2007年1月21日，“金色”代号的轮值船员组操纵该潜艇驶离基察普海军基地，前往夏威夷进行战略前沿换防——而前一次的战略前沿换防则是在20年前。
2007年10月15日，俄亥俄号潜艇离开母港开始执行它的首次作战任务。在12月进行的这次作战任务前，“蓝色”代号轮值船员组对潜艇进行了测试和检查。俄亥俄号潜艇是首艘执行过作战任务的俄亥俄级核潜艇。

### 引用
1. ↑  Mass Communication Specialist 2nd Class (AW/NAC) Eric J. Rowley, Fleet Public Affairs Center Detachment Northwest. . Navy Newsstand. 2007-01-22  [2007-01-22]. NNS070122-09. （原始内容存档于2009-04-18）. USS Ohio (SSGN 726) (Gold) Sailors departed (NBK), Bangor, 21 January, for Pearl Harbor, Hawaii to conduct a crew swap with USS Ohio (Blue) crew. The boat left with her Blue crew from Bremerton for duty in the Pacific Ocean 14 October 2007, ultimately destined for Guam.